# Марк-Андре тер Стеген
Марк-Андре тер Стеген (нім. Marc-André ter Stegen, нім. вимова: [ˌmaʁk ʔanˈdʁeː teːɐ̯ ˈsteːɡn̩], нар. 30 квітня 1992, Менхенгладбах) — німецький футболіст, воротар іспанської «Барселони» та національної збірної Німеччини.

## Клубна кар'єра

### Боруссія
Народився 30 квітня 1992 року в місті Менхенгладбах. Вихованець футбольної школи клубу «Боруссія» (Менхенгладбах).
У дорослому футболі дебютував 2009 року виступами за другу команду «Боруссії», в якій провів два сезони, взявши участь у 18 матчах чемпіонату. 
До складу основної команди клубу «Боруссія» (Менхенгладбах) приєднався 2011 року. Відіграв за «основу» менхенгладбаського клубу 107 матчів в національному чемпіонаті.

### Барселона

#### Сезон 2014-2015
19 травня 2014 року уклав п'ятирічний контракт з іспанською «Барселоною», перехід гравця до якої обійшовся каталонцям у 12 мільйонів євро. Німець знадобився клубу, щоб замінити воротаря Віктора Вальдеса, який перейшов у «Манчестер Юнайтед». Але весь сезон грав лише в Кубку Іспанії й Лізі чемпіонів. У поєдинках чемпіонату Іспанії участь брав Клаудіо Браво. Дебютував у 1 турі групового етапу Ліги чемпіонів у поєдинку з кіпрським клубом АПОЕЛ, відстоявши матч без пропущених голів. А вже в наступному матчі проти  «Парі Сен-Жермен» пропустив 3 м'ячі в свої ворота й «Барселона» поступилася в поєдинку. Дебютував у Кубку Іспанії в матчі з «Уескою», не пропустивши жодного м'яча. Брав участь у фіналі кубка проти «Атлетіка» й завоював свій перший трофей з командою. Вийшов на поле й у фіналі Ліги чемпіонів проти «Ювентуса» й пропустив один гол від Альваро Морати. У цьому фіналі каталонський клуб переміг і Марк-Андре тер Стеген виграв свій перший євкрокубковий трофей.

#### Сезон 2015-2016
Зіграв у Суперкубку УЄФА з «Севільєю». Пропустив м'яч зі штрафного на початку поєдинку. Потім «Барселона» забила забила 4 голи в відповідь. А далі суперник відповів 3 м'ячами й гра була переведена в додатковий час, де каталонці перемогли. Зіграв у матчі за Суперкубок Іспанії з «Атлетіком», де пропустив 4 голи. Далі дебютував у Ла Лізі в матчі проти мадридського «Атлетіко» й пропустив 1 гол. У першому матчі Ліги чемпіонів цього сезону, в поєдинку з «Ромою» вийшов далеко з воріт, після чого Алессандро Флоренці точним ударом з центра поля вразив ворота від штанги й подарував італійцям нічию. У цьому сезоні каталонці вибули з Ліги чемпіонів у чвертьфіналі, поступившись мадридському «Атлетіко». Брав участь у фіналі кубку, в якому відстояв матч без пропущених голів і разом з командою завоював черговий трофей.

#### Сезон 2016-2017
З переходом Клаудіо Браво до «Манчестер Сіті» наприкінці серпня 2016 року німецький воротар, який до того здебільшого використовувався у кубкових змаганнях, став основним голкіпером каталонців у Ла-Лізі, де виправдав довіру тренерського штабу і відразу став демонструвати впевнену гру.

#### Сезон 2017-2018
Пропустивши лише 28 голів у 36 матчах Ла-Ліги 2017/18 допоміг здобути «Барселоні» черговий титул чемпіонів Іспанії, який особисто для нього став третім та першим як для основного воротаря команди у чемпіонаті.

## Виступи за збірні
2007 року дебютував у складі юнацької збірної Німеччини, взяв участь у 36 іграх на юнацькому рівні (за збірні різних вікових категорій).
2012 року дебютував за національну збірну Німеччини. Через дуже невдалий старт — 12 пропущених голів у перших трьох товариських матчах на деякий час був позбавлений можливості грати за збірну.
Повернення до головної команди Німеччини відбулося навесні 2016 року, цього разу тер Стегену вдалося показати більш впевнену гру і отримати у збірній статус основного резервного голкіпера-дублера Мануеля Ноєра. Саме в такому статусі він був учасником чемпіонаті Європи 2016 року, де в усіх матчах, утім, грав основний воротар команди.
Через важку травму Ноєра, який був змушений пропустити Кубок конфедерацій 2017 року, саме тер Стегену було довірено місце у воротах збірної Німеччини у більшості ігор цього турніру, включаючи переможний фінал проти збірної Чилі.
4 червня 2018 року був включений до заявки національної команди для участі у тогорічному чемпіонаті світу в Росії.
| Дата       | Місто              | Господарі         | Результат | Гості             | Турнір             | Голи | Примітки |
| ---------- | ------------------ | ----------------- | --------- | ----------------- | ------------------ | ---- | -------- |
| 26-05-2012 | Базель             | Швейцарія         | 5 – 3     | Німеччина         | товариський матч   | -5   |          |
| 15-08-2012 | Франкфурт-на-Майні | Німеччина         | 1 – 3     | Аргентина         | товариський матч   | -3   | 32'      |
| 02-06-2013 | Вашингтон          | США               | 4 – 3     | Німеччина         | товариський матч   | -4   |          |
| 13-05-2014 | Гамбург            | Німеччина         | 0 – 0     | Польща            | товариський матч   | -    | 46'      |
| 29-03-2016 | Мюнхен             | Німеччина         | 4 – 1     | Італія            | товариський матч   | -1   |          |
| 29-05-2016 | Аугсбург           | Німеччина         | 1 – 3     | Словаччина        | товариський матч   | -1   | 46'      |
| 31-08-2016 | Менхенгладбах      | Німеччина         | 2 – 0     | Фінляндія         | товариський матч   | -    | 46'      |
| 11-11-2016 | Серравалле         | Сан-Марино        | 0 – 8     | Німеччина         | Відбір до ЧС 2018  | -    |          |
| 22-03-2017 | Дортмунд           | Німеччина         | 1 – 0     | Англія            | товариський матч   | -    |          |
| 10-06-2017 | Нюрнберг           | Німеччина         | 7 – 0     | Сан-Марино        | Відбір до ЧС 2018  | -    |          |
| 22-6-2017  | Казань             | Німеччина         | 1 – 1     | Чилі              | Кубок Конфедерацій | -1   |          |
| 25-6-2017  | Сочі               | Німеччина         | 3 – 1     | Камерун           | Кубок Конфедерацій | -1   |          |
| 29-6-2017  | Сочі               | Німеччина         | 4 – 1     | Мексика           | Кубок Конфедерацій | -1   |          |
| 2-7-2017   | Санкт-Петербург    | Чилі              | 0 – 1     | Німеччина         | Кубок Конфедерацій | -    |          |
| 1-9-2017   | Прага              | Чехія             | 1 – 2     | Німеччина         | Відбір до ЧС 2018  | -1   |          |
| 4-9-2017   | Штутгарт           | Німеччина         | 6 – 0     | Норвегія          | Відбір до ЧС 2018  | -    |          |
| 5-10-2017  | Белфаст            | Північна Ірландія | 1 – 3     | Німеччина         | Відбір до ЧС 2018  | -1   |          |
| 10-11-2017 | Лондон             | Англія            | 0 – 0     | Німеччина         | товариський матч   | -    |          |
| 23-3-2018  | Дюссельдорф        | Німеччина         | 1 – 1     | Іспанія           | товариський матч   | -1   |          |
| 8-6-2018   | Леверкузен         | Німеччина         | 2 – 1     | Саудівська Аравія | товариський матч   | -1   | 46'      |
| 9-9-2018   | Зінсгайм           | Німеччина         | 2 – 1     | Перу              | товариський матч   | -1   |          |
| 20-3-2019  | Вольфсбург         | Німеччина         | 1 – 1     | Сербія            | товариський матч   | -    | 46'      |
| 9-10-2019  | Дортмунд           | Німеччина         | 2 – 2     | Аргентина         | товариський матч   | -2   |          |
| Усього     |                    | Матчів            | 23        |                   | Голів              | -24  |          |

## Досягнення

### Збірна
- Німеччина

Володар Кубка конфедерацій (1): 2017
Чемпіон Європи U-17 (1): 2009

### Клубні
- «Барселона»

Чемпіон Іспанії (6): 2014-15, 2015-16, 2017-18, 2018-19, 2022-23, 2024-25
Володар Кубка Іспанії (6): 2014-15, 2015-16, 2016-17, 2017-18, 2020-21, 2024-25
Володар Суперкубка Іспанії (4): 2016, 2018, 2022, 2024
Переможець Ліги чемпіонів УЄФА (1): 2014-15
Володар Суперкубка УЄФА (1): 2015
Переможець Клубного чемпіонату світу (1): 2015

### Індивідуальні
- Золота Медаль Фріца Вальтера (1): 2011